# Paleosepharia haemorrhoidalis
Paleosepharia haemorrhoidalis is een keversoort uit de familie bladkevers (Chrysomelidae). De wetenschappelijke naam van de soort werd in 2001 gepubliceerd door Medvedev.